# Panzer Front Ausf.B
Panzer Front Ausf.B (en alemán "Ausf." Es una abreviatura de "Ausführung", que significa modelo o versión) es un videojuego de simulación de tanques para la consola doméstica PlayStation 2. Lanzado en 2004, es el tercer juego de la franquicia Panzer Front.

## Jugabilidad
Panzer Front Ausf.B permite al jugador luchar como un comandante de tanque en batallas históricas de tanques simuladas. Cada batalla implica maniobrar en un gran campo de batalla, con terreno variado. La mayoría de las batallas involucran más de treinta unidades por bando, desde infantería hasta pelotones de tanques. El jugador pilota el tanque líder en una formación de dos a cinco tanques que se pueden separar en subunidades. El jugador puede utilizar binoculares de aumento variable desde la escotilla del comandante, o ver el campo usando los periscopios del interior del tanque y la mira telescópica del cañón. La vista principal es desde el exterior del tanque.
La mayoría de las misiones cuentan con la capacidad de solicitar apoyo de artillería con proyectiles de alto poder explosivo y fumígenos, así como apoyo aéreo de aviones de ataque a tierra. El jugador también tiene la opción de cambiar para jugar con la fuerza opuesta y cambiar qué unidad manda.
Un marcador al final de cada misión muestra las unidades enemigas eliminadas y sus puntos correspondientes. Esta puntuación solo se guardará si el jugador y las unidades aliadas en su formación utilizaron la unidad y el tipo de vehículo predeterminados.
Cada arma, desde la ametralladora hasta el cañón de 88 mm, tiene un sonido, retroceso y tipos de munición diferentes. Los tanques también soportan daños de batalla realistas. Los impactos en las diferentes áreas del tanque, según el tipo de blindaje, el alcance, el ángulo y la potencia del cañón, producen un efecto diferente, como el daño de las orugas, el cañón, la torreta o el afuste. Los miembros individuales de la tripulación pueden morir o resultar heridos, lo que afecta el funcionamiento del tanque. El daño del motor afecta la velocidad del tanque o puede inhabilitarlo por completo. Se puede usar un área de reparación y recarga para reemplazar a la tripulación lesionada o muerta, o para reparar tanques dañados.

### Vehículos
Todos los vehículos del juego, especialmente los tanques, se basan en unidades reales en servicio en 1940 y 1941. Incluyen el Panzer III, el Cruiser Mk III y el Matilda II.

### Misiones
Excepto por una misión establecida durante la invasión alemana de Francia en 1940, Panzer Front Ausf.B se desarrolla principalmente en Libia durante las primeras etapas de la Campaña del Desierto Occidental de la Segunda Guerra Mundial. Las misiones incluyen el intento de fuga del Décimo Ejército italiano en Beda Fomm y el asalto a Fuerte Capuzzo. Cada misión permite al jugador jugar con uno de los bandos combatientes, como el Afrika Korps, el Décimo Ejército italiano, el Octavo Ejército británico y la 6ª División australiana.

## Recepción
El juego recibió críticas "mixtas" según el sitio web de agregación de reseñas Metacritic. En Japón, Famitsu le dio una puntuación de uno siete, uno seis, uno siete y uno seis para un total de 26 de 40.